# Vargar i Nordamerika
Vargstammen i Nordamerika var i slutet av 1960-talet starkt hotad. I hela USA fanns endast en mindre stam på några hundra djur kvar, i delstaten Minnesota. Trenden med vikande population vändes 1974 då arten totalfredades. 1995–1996 släpptes 66 kanadensiska vargar fria i Idaho. 2011 räknar vargforskarna med att det finns omkring 1700 vargar i ett sammanhängande bälte i Klippiga bergen i Montana, Idaho och Wyoming.

## Vandringar
Studier har visat på stora variationer i frågan om hur långt vargarna i Nordamerika vandrat från det egna reviret. Genomsnittet har legat på 140 kilometer, men vissa vargar har vandrat över 800 kilometer.